# Перемилово (Костромская область)
Перемилово — деревня в Северном сельском поселении Сусанинского района Костромской области России.

## География
Находится на границе с Костромским районом. В деревне одна улица — Дальняя.
К юго-востоку от Перемилово находится деревня Макарино.
Расстояние до районного центра Сусанино — 16 км, до областного центра Костромы — 41 км.
Ближайшие населённые пункты: Мысы, Макарино 1 км, Сокольница 1 км, Починок 1 км, Северное 2 км, Запрудня 2 км, Гульнево 2 км, Доманино 3 км, Сырнево 3 км, Степково 3 км, Жуково 3 км, Бритоусово 4 км, Кузьмино 4 км, Медведки 5 км, Паршуки 5 км.

## Население
| 2008 | 2010 | 2014 |
| ---- | ---- | ---- |
| 28   | ↘25  | ↘21  |